# Le Mas-de-Tence
Le Mas-de-Tence is een gemeente in het Franse departement Haute-Loire (regio Auvergne-Rhône-Alpes) en telt 150 inwoners (1999). De plaats maakt deel uit van het arrondissement Yssingeaux.

## Geografie
De oppervlakte van Le Mas-de-Tence bedraagt 12,4 km², de bevolkingsdichtheid is 12,1 inwoners per km².
De onderstaande kaart toont de ligging van Le Mas-de-Tence met de belangrijkste infrastructuur en aangrenzende gemeenten.

## Demografie
Onderstaande figuur toont het verloop van het inwonertal (bron: INSEE-tellingen).